# Jairo Hernández Moquillaza
Jairo Hernández Moquillaza (Pisco, 2 de marzo de 1990) es un futbolista peruano. Juega de defensa central y actualmente está sin equipo. Tiene 35 años. 

## Selección nacional
Ha sido internacional con la selección peruana, con la que participó en el Campeonato Sudamericano Sub-17 de 2007 y en la Copa Mundial de Fútbol Sub-17 de 2007.

## Clubes
| Club                       | País | Año       |
| -------------------------- | ---- | --------- |
| Alianza Lima               | Perú | 2007-2009 |
| José Gálvez                | Perú | 2010-2011 |
| Universidad San Pedro      | Perú | 2012      |
| Atlético Minero            | Perú | 2013      |
| Asociación Deportiva Tarma | Perú | 2014      |
| Furia Ancashina            | Perú | 2015      |
| Octavio Bernaola           | Perú | 2016      |
| Alianza Guadalupe          | Perú | 2017      |

## Palmarés
| Título                    | Club        | País | Año  |
| ------------------------- | ----------- | ---- | ---- |
| Torneo Intermedio         | José Gálvez | Perú | 2011 |
| Segunda División del Perú | José Gálvez | Perú | 2011 |

- Datos: Q5925526